# Orthopichonia cirrhosa
Orthopichonia cirrhosa är en oleanderväxtart som först beskrevs av Ludwig Radlkofer, och fick sitt nu gällande namn av H.Huber. Orthopichonia cirrhosa ingår i släktet Orthopichonia och familjen oleanderväxter. Inga underarter finns listade i Catalogue of Life.